# Синаје
Синаје (алб. Sinajë) је насеље у општини Исток на Косову и Метохији.

## Демографија
Насеље има албанску етничку већину, Осим албанаца у синају живи и неколико српских повратничких породица
Број становника на пописима:
- попис становништва 1948. године: 510
- попис становништва 1953. године: 546
- попис становништва 1961. године: 629
- попис становништва 1971. године: 609
- попис становништва 1981. године: 547
- попис становништва 1991. године: 494